# Kämpe (Geographie)
Die geographische Bezeichnung Kämpe bezieht sich auf eine inselhafte Erhebung aus einer deutlich tiefer gelegener
flachen Umgebung. Die Bezeichnung tritt oft in der Weichselniederung bei Danzig auf und wurde mit der Polonisierung der Region als polnisch Kępa übersetzt.

## Etymologie
Nach der niederdeutschen Herkunft bezeichnet das Wort mit Büschen bestandenes Land.

## Geologie
Die Kämpen in der Weichselniederung wurden von der Weichsel durch Aufschwemmung bis zu ihrer heutigen Höhe aufgeschüttet und ragen heute wie eine flache Insel aus dem umliegenden Flachland. Ein Beispiel dafür ist die Schöneicher Herrenkämpe in der Weichselaue oberhalb von Dirschau (Tczew). Daneben gibt es eine andere Form von Kämpen, die als flache Jungmoräneninseln gebildet wurden, die von breiten ehemals späteiszeitlichen Schmelzwasserabflussbahnen umrahmt werden. Diese Kämpen haben steile Abhänge zum Tal hin und ein Kliff an der Seeseite zur Ostsee. Drei solcher Kämpen liegen nördlich Danzig (Gdańsk),  die Oxhöfter Kämpe (Kępa Oksywska), die Surawakämpe (Żurawia Kępa) und die Putziger Kämpe (Kępa Pucka).